# Qixingyan
Qixingyan (en chino: 七星岩) es un conjunto de 7 arrecifes de coral frente a las costas de Pingtung, en Taiwán, en el canal de Bashi. En la marea baja los siete arrecifes son visibles, pero durante la marea alta solo se ven dos. Su disposición es similar a la Osa Mayor, de ahí el nombre de "Coral de Siete Estrellas". Se encuentra aproximadamente a 8 millas náuticas desde el punto más al sur de Taiwán, Oluanpi. Debido a las fuertes corrientes y bajíos de la zona, muchos barcos naufragaron y se perdieron vidas en la primera mitad del siglo XIX después de que la dinastía Qing abrió el comercio entre Occidente y China. Naufragios notables incluyen el buque mercante de 1867 de EE. UU. llamado Rover que dio lugar al incidente Rover y el naufragio de 1871 del buque mercante japonés Ryukyu que se tradujo en el incidente Mudan.